# 张广天
张广天（1966年7月—），生于中国上海。基督教共产主义者，独立戏剧家和音乐家，诗人，独立中文笔会成员。

## 生平
张广天1966年生于上海一个传统基督教家庭，后因文革而移居贵州遵义，幼年时习传统乐器，16岁时入读上海中医学院。早年在上海组建摇滚乐队，是中国南方摇滚乐队开创人及实践者。大学时期，其曾一度持自由主义立场，向往嬉皮士生活，于1985年在上海见到了访沪的艾伦·金斯伯格；大四时因参与学生运动、张贴大字报被公安局调查，后判到上海大丰农场劳改；获释后于1990年移居北京，初与同学开办广告公司，后与中国人民大学教师王以培南下卖唱，期间政见转向左派。结束流浪生活后从事戏剧活动。2000年因其编导的《切·格瓦拉》轰动中国话剧界。在音乐方面出版《工业化时代的诗与歌》专辑，并与洪启等歌手相识。
2002年与广州话剧团合作再次编导话剧《圣人孔子》，犀利地批评了民族主义“假左派”的诸多观点，遭到更多的非议，因此该剧被禁演。2005年迫于维也纳艺术节的热烈邀请，《圣人孔子》得到官方限制性地开禁许可，到奥地利维也纳公演，受到多国艺术家好评，成为首部影响西方世界的中国话剧。随后，张广天受邀去维也纳大学、奥胡斯大学、哥本哈根大学和斯德哥尔摩大学演讲中国当代戏剧。
2005年，与丹麦艺术家葛丽特等人合作《辟谷丸》，辛辣地讽刺了“放之四海而皆准”的绝对真理，所谓一丸下肚，万事大吉，不过是历来统治者诱骗民众的“辟谷丸”。
2007年排演的《红楼梦》在首都北京公演，剧末曹雪芹被新闻检察制度迫害不得不移居伦敦的故事设计，意味深长。该剧再次遭到包括媒体在内的主流系统的打击，被地方政府的文化部门压制。为此，演出后张广天离开北京，旅行欧洲各国。
2010年代出版数张专辑，如《杨柳枝》等，并曾用吴语汤溪话作《Lele-meng》（《老老嬷》）一歌。后重心移向写作与实验音乐创作，并出版数本小说与学术著作，在知识界获誉颇丰，同时结识武玮、李晓珞，指导其实验音乐创作；2019年受聘为中央美术学院实验艺术学院教授。

## 评论
有评论认为，多年来对张广天“新左派”形象的认识，基本上是一种误读。张广天是以独立精神写作的“辩证”的剧作家。与其认为他高歌猛进的革命姿态和恶毒挑衅的反民族主义的戏谑是一种作秀，还不如把它当作一种后现代的不合作的恶作剧。严格地说，他的戏剧既不与主流意识形态合作，也不与民众的媚俗合作。因此，他尴尬而失语的表达显得异常突兀。
在艺术上，张广天主张的“材料戏剧”是对表演艺术的彻底革命，他要求拓宽文本、行为者和空间三大要素对戏剧的束缚，主张多种新元素深入观演关系中，把台上艺术解放到台下，直至不分台上台下。张广天的话剧艺术，是继八十年代先锋潮流后的更激进的艺术实践，是极端的后先锋主义或反先锋主义。

## 作品
张广天编剧、导演的主要作品：
- 《切·格瓦拉》
- 《鲁迅先生》
- 《圣人孔子》
- 《左岸》
- 《眼皮里摘下的梅花》
- 《辟谷丸》
- 《红楼梦》